# قائمة ثدييات الكويت
هذه قائمة الثدييات في دولة الكويت، والتي تضم 25 نوعاً، ولا يوجد منها أي نوع مهدد بالانقراض، عدا أربعة أنواع في خطر قريب من الانقراض، ونوع واحج مُعرّض لأن يكون مهدداً بالانقراض، وسوف تُعرض قائمة الثدييات بحسب رتبتها.

## قائمة الثدييات

### رتبة:الخيلانيات
- أطوم

### رتبة:القوارض
- يربوع فراتي
- عضل جيسمان
- عضل وكنر
- جرد غليظ
- عضل هندي

### رتبة:القنفذيات
- قنفذ حبشي

### رتبة:الخفاشيات
- خفاش ثلاثي النتوءات
- خفاش كوهلي

### رتبة:الحيتانيات
- خنزير بحر المحيط الهندي والهادئ
- دلفين المحيط الهندي والهادئ
- دلفين ريسو

### رتبة:اللواحم
- فهد آسيوي
- قط الرمال العربي
- قط بري
- أسد آسيوي
- نمر عربي
- نمس رمادي هندي
- ضبع مخططة
- ابن آوى الذهبي
- غرير العسل

### رتبةمزدوجات الأصابع
- مها عربية
- غزال درقي
- غزال سعودي